# Plaça de Santa Maria (Vilafranca del Penedès)
La Plaça de Santa Maria és una plaça del municipi de Vilafranca del Penedès (Alt Penedès) inclosa en l'Inventari del Patrimoni Arquitectònic de Catalunya. La Plaça de Santa Maria està situada dins del conjunt històric i monumental, fonamentalment gòtic, més important de Vilafranca.

## Descripció
És una plaça pública de planta sensiblement triangular, limitada per la façana lateral de la Basílica de Santa Maria de Vilafranca i per construccions civils generalment de planta baixa i dos o tres pisos. Hi ha un petit sector enjardinat.